# Ostrobotnia (region administracyjny)
Ostrobotnia (fiń. Pohjanmaa, szw. Österbotten) – region w Finlandii, położony w prowincji Finlandia Zachodnia. Stolicą regionu jest Vaasa.

## Podregiony i gminy
Region ten jest podzielony na 4 podregiony, i 17 gmin (miasta zostały pogrubione):
- Podregion Kyrönmaa
  - Isokyrö
  - Laihia
  - Vähäkyrö
- Podregion Jakobstad
  - Kronoby (Kruunupyy)
  - Larsmo (Luoto)
  - Pedersöre
  - Jakobstad (Pietarsaari)
  - Nykarleby (Uusikaarlepyy)
- Podregion Sydösterbotten
  - Kaskinen
  - Kristinestad (Kristiinankaupunki)
  - Närpes (Närpiö)
- Podregion Vaasa
  - Korsnäs
  - Malax (Maalahti)
  - Korsholm (Mustasaari)
  - Vaasa
  - Vörå (Vöyri)